# اوی‌وارفالوا
اوی‌وارفالوا (به مجاری:  Újvárfalva) یک منطقهٔ مسکونی در مجارستان است که در ناحیه کاپوشوار واقع شده‌است. اوی‌وارفالوا ۱۲٫۲۲ کیلومتر مربع مساحت و ۲۹۰ نفر جمعیت دارد.